# (43) Ariadna
(43) Ariadna es un asteroide perteneciente al cinturón de asteroides descubierto por Norman Robert Pogson el 15 de abril de 1857 desde el observatorio Radcliffe de Oxford, Reino Unido. Está nombrado por Ariadna, un personaje de la mitología griega.

## Características orbitales
Ariadna está situado a una distancia media de 2,203 ua del Sol, pudiendo alejarse hasta 2,575 ua y acercarse hasta 1,831 ua. Su excentricidad es 0,1687 y la inclinación orbital 3,47°. Emplea en completar una órbita alrededor del Sol 1195 días.
Ariadne forma parte de la familia asteroidal de Flora.